# XM29 OICW
XM29 OICW (Objective Individual Combat Weapon) — результат совместной программы германской компании Heckler & Koch и американской компании Alliant Techsystems по созданию принципиально нового типа пехотного оружия для ВС США, построенного по модульной схеме. В некоторых источниках OICW упоминается под названием программа SABR (Selectable Assault Battle Rifle). Проводилась в 1990-х годах, послужила базой для разработки проектов перспективного пехотного вооружения XM8 и XM25. Была окончательно закрыта в 2004 году по причине недостаточной эффективности поражающего действия 20-мм гранаты и «неприемлемой массы» комплекса, общая стоимость программы разработки XM29 составила 100 млн. долл.

## Концепция OICW
В целях программы предполагалось, что основным средством поражения на поле боя XXI века должен стать самозарядный гранатометный модуль с 20-мм осколочным боеприпасом дистанционного (воздушного) подрыва англ. High Explosive Air Burst (HEAB). 
Взрыватель 20×28-мм осколочной гранаты XM1018 программировался на один из четырёх режима подрыва, выбор которых осуществлялся с помощью поворотного переключателя на баллистическом вычислителе:
- Дистанционный подрыв в воздухе на высоте приблизительно 1,75 м над землей.
- Контактный подрыв: Подрыв при встрече с целью (преградой).
- Контактный подрыв с задержкой: Пробитие тонкой преграды (например оконного стекла) и подрыв за ней на расстоянии 2–3 м.

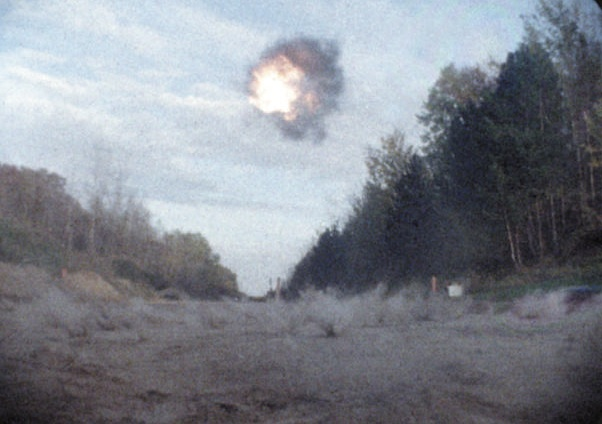
Подрыв гранаты XM1018 в воздухе.

В рамках разработки проекта стрелковый модуль, созданный на основе HK G36 под патрон 5,56×45 мм НАТО рассматривался как дополнительное оружие личной самообороны пехотинца. Оба вида оружия сопрягались с прицельным модулем, оснащенным шестикратным оптическим прицелом, ночным прицелом, тепловизором и лазерным дальномером. Более ранние конструкции использовали различные конфигурации и настройки.

## Баллистический вычислитель

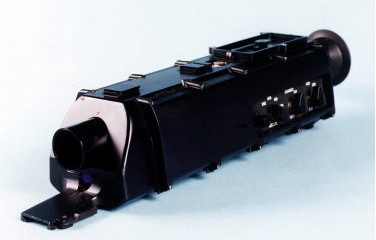
Прицельный модуль TA/FCS с поворотными переключателями.

Прицельный модуль/баллистический вычислитель, известный под обозначением Target Acquisition / Fire Control System (TA/FCS), являлся самым дорогим компонентом системы . Уникальное прицельное приспособление, единое для гранатомётного и стрелкового модулей, оснащено мощным процессором.
Система, разработанная компанией Contraves Brashear Systems (в настоящее время L-3 Communications), способна обнаруживать как движущиеся, так и неподвижные цели днем и ночью. Встроенные видео и ИК-камеры обнаруживают движущиеся цели и обрамляют их прямоугольником, перемещающимся вместе с целью. Если цель останавливается, занимает положение «лёжа» или исчезает, например, за препятствием, обрамление останавливается на последней зафиксированной позиции.
Существуют различные переключаемые режимы обзора прицельного приспособления, которые обеспечивают оператору красную точку переменной яркости, служащую визиром. Одновременно она является нормальной прицельной точкой встроенного лазерного дальномера. Днем цели фиксируются с помощью 3-кратного оптического прицела с углом обзора 11° (режим DAY). В режиме fail safe это поле зрения также доступно, когда батарея разряжена, но без расчета баллистики и обнаружения цели. Канал ночного видения (NIGHT) обладает всеми возможностями дневного зрения, но обеспечивает инфракрасное изображение в диапазоне частот 8-14 мкм, визуализируя тепловое излучение людей и других объектов . 